# Subjonctif plus-que-parfait en français
 (décembre 2016).
Si vous disposez d'ouvrages ou d'articles de référence ou si vous connaissez des sites web de qualité traitant du thème abordé ici, merci de compléter l'article en donnant les références utiles à sa vérifiabilité et en les liant à la section « Notes et références ».

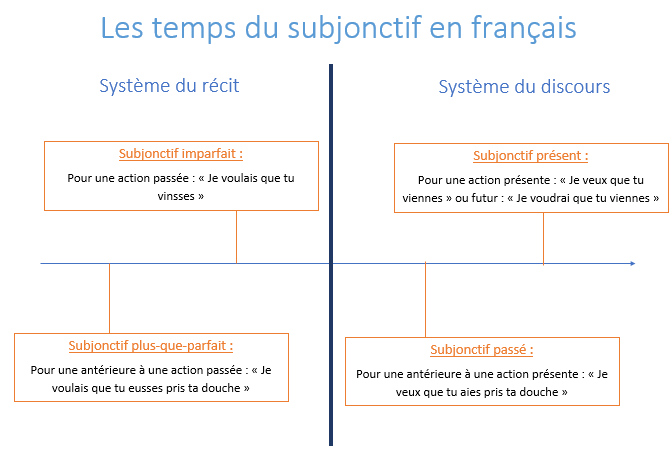
Système traditionnel du récit et du discours au subjonctif

Le subjonctif plus-que-parfait est un tiroir verbal de la conjugaison des verbes français. Le subjonctif plus-que-parfait est un temps composé du mode subjonctif, c’est-à-dire qu'il présente une action possible, envisagée.

## Utilisation
Dans l'usage traditionnel, le subjonctif plus-que-parfait remplace le subjonctif passé dans une proposition subordonnée lorsque la proposition principale est au passé et que l'action de la proposition subordonnée est antérieure à l'action de la proposition principale. Dans l'usage moderne (et particulièrement à l'oral), on le remplace par le subjonctif passé (quoiqu'il subsiste parfois dans certains usages littéraires).
 
Exemples :
- La phrase « Je veux que tu lui aies dit bonjour avant de prendre ton repas. » devient au passé « Je voulais que tu lui eusses dit bonjour avant de prendre ton repas. ».
- La phrase « Il est absolument indispensable qu'il ait vendu toutes ses radios avant qu'il puisse revenir en France. » devient au passé « Il était absolument indispensable qu'il eût vendu toutes ses radios avant qu'il pût revenir en France. ».

Dans le premier exemple, le locuteur veut que la personne à qui il s'adresse dise bonjour à quelqu'un avant de pouvoir prendre son repas. L'action de dire bonjour à quelqu'un est donc antérieure au repas. De ce fait, le subjonctif passé doit être utilisé (1er phrase du 1er exemple) ; qui traditionnellement se transformait en subjonctif plus-que-parfait lorsque l'action avait lieu au passé (2e phrase du 1er exemple).
 
Dans le second exemple, la personne doit vendre toutes ses radios avant de revenir en France. L'action de vendre les radios est donc antérieure au retour en France. De ce fait, le subjonctif passé doit être utilisé (1er phrase du 2e exemple) ; qui se transformait en subjonctif plus-que-parfait lorsque l'action avait lieu au passé (2e phrase du 2e exemple).

## Conjugaison
Le subjonctif plus-que-parfait se construit avec l'auxiliaire être ou avoir au subjonctif imparfait suivi du participe passé du verbe à conjuguer. Sa conjugaison est identique à celle du conditionnel passé 2e forme (certains grammairiens montrent que ce qu'on appelle abusivement conditionnel passé deuxième forme n'est qu'un emploi modal particulier du subjonctif plus-que-parfait, ). Il est notable que l'usage de ce temps est encore fréquent dans certaines expressions comme « Qui l'eût cru ». 
Étant donné qu'il est extrêmement important de connaître les auxiliaires être et avoir au subjonctif imparfait pour conjuguer au subjonctif plus-que-parfait, voici les conjugaisons de ces deux auxiliaires au subjonctif imparfait.

Il est à remarquer que l’accent circonflexe est obligatoire et nécessaire à la troisième personne du singulier afin de le différencier du passé antérieur (« il eut mordu », « elle fut blessée » et qu’il est absent de toutes les autres personnes.
Être :
- Que je fusse
- Que tu fusses
- Qu'il, qu'elle, qu'on fût
- Que nous fussions
- Que vous fussiez
- Qu'ils, qu'elles fussent

Avoir :
- Que j'eusse
- Que tu eusses
- Qu'il, qu'elle, qu'on  eût
- Que nous eussions
- Que vous eussiez
- Qu'ils, qu'elles  eussent

### Verbes du premier groupe
- Que j'eusse mangé
- Que tu eusses mangé
- Qu'il, qu'elle, qu'on  eût mangé
- Que nous eussions mangé
- Que vous eussiez mangé
- Qu'ils, qu'elles  eussent mangé

### Verbes du deuxième groupe
- Que j'eusse fini
- Que tu eusses fini
- Qu'il, qu'elle, qu'on  eût fini
- Que nous  eussions fini
- Que vous  eussiez fini
- Qu'ils, qu'elles  eussent fini

### Verbes du troisième groupe
- Que je fusse parti(ie)
- Que tu fusses parti(ie)
- Qu'il, qu'on, qu'elle,  fût parti(ie)
- Que nous fussions partis
- Que vous fussiez partis
- Qu'ils, qu'elles fussent partis(ies)

### Avoir
- Que j'eusse eu
- Que tu eusses eu
- Qu'il, qu'elle, qu'on  eût eu
- Que nous eussions eu
- Que vous eussiez eu
- Qu'ils, qu'elles  eussent eu

### Être
- Que j'eusse été
- Que tu eusses été
- Qu'il, qu'elle, qu'on  eût été
- Que nous eussions été
- Que vous eussiez été
- Qu'ils, qu'elles eussent été